# Centrale idroelettrica di Isollaz
La centrale idroelettrica di Isollaz (pron. "Isòlla", senza la 'z' finale) è situata nel comune di Challand-Saint-Victor, in Valle d'Aosta, è situata sull'asta fluviale del fiume Dora Baltea.

## Caratteristiche

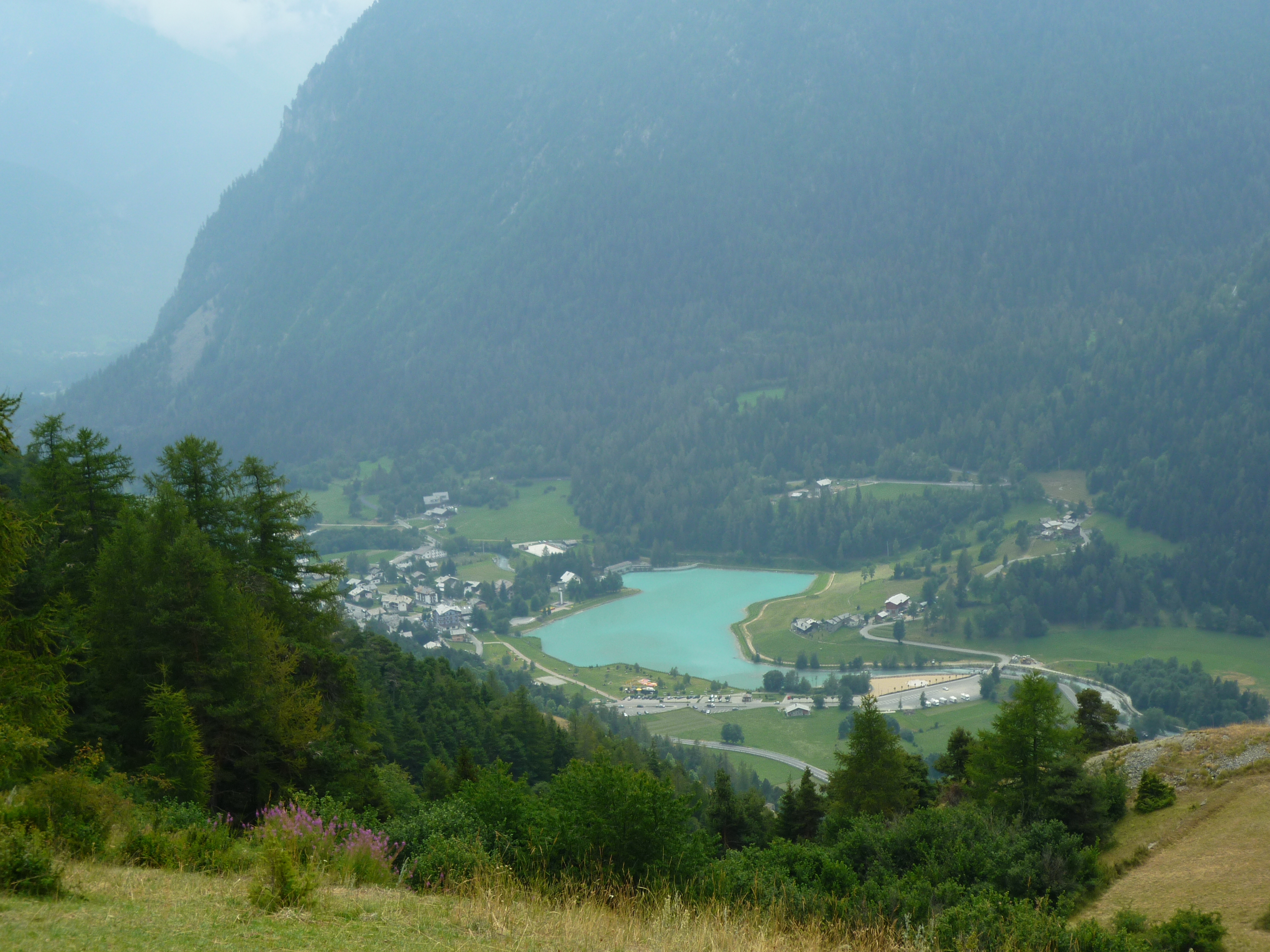
Il lago artificiale di Brusson, visto dall'Alpe Salomon, che alimenta la centrale.

È una centrale a bacino, con un bacino imbrifero di 176,76 km2, e sfrutta le acque dei torrenti Évançon, Lavassey, (bacino Brusson) e Graines. Il bacino, ottenuto dallo sbarramento del torrente Évançon nel comune di Brusson, consente la sola compensazione giornaliera.
Lo sbarramento consiste in una traversa in calcestruzzo a gravità dotati di 4 paratoie principali in acciaio che permettono il rilascio dell'acqua direttamente nell'alveo dell'Évançon e lo scaricamento di fondo. 4 ulteriori paratoie permettono l'uscita dell'acqua verso la vasca di dissabbiamento da cui l'acqua prosegue verso il canale derivatore. Un'ulteriore chiusa permette lo sghiaiamento del fondo del bacino e della vasca.
Esiste, a partire dall'anno 2003, un condotto in calcestruzzo a sezione rettangolare che permette il bypass del bacino in caso di manutenzione.
Il canale derivatore a pelo libero, quasi totalmente realizzato mediante galleria in roccia, raccoglie lungo il percorso, tramite una tubazione a pressione con un sistema a sifone, le acque del torrente Graines.
Dalla vasca di carico della capacità di 14.300 m3, collegata al bacino da una tubazione a pressione, parte una doppia condotta forzata che va ad alimentare i due gruppi dotati di una turbina di tipo Pelton ciascuno ed in grado di fornire una potenza di 32 MW.

## Storia
Il progetto delle strutture edilizie fu redatto dall'architetto Giovanni Muzio. L'impianto venne costruito nel 1928 ed è stato automatizzato nel 1978, telecomandato dal PT Pont-Saint-Martin.